# Jules Quicherat
Jules Étienne Quicherat, född den 13 oktober 1814 i Paris, död där den 8 april 1882, var en fransk historiker,  bror till Louis Quicherat.
Quicherat anställdes 1849 som professor i diplomatik vid École des chartes (för studium av handskrifter) och var från 1871 till sin död denna undervisningsanstalts direktör. 
Quicherat gjorde sig känd företrädesvis genom sin omfattande publikation Procès de condamnation et de réhabilitation de Jeanne d'Arc (5 band; 1841–49).
Bland av honom dessutom utgivna arbeten kan nämnas Aperçus nouveaux sur l'histoire de Jeanne d'Arc (1849), Histoire du collège de Sainte-Barbe (3 band, 1860–64) och Histoire du costume en France (1874).